# Веселин Вељовић
Веселин Вељовић је бивши директор Управе полиције Црне Горе у два мандата. Био је директор од 2007. до 2011. године и поново од 2018. до 2020. године. Близак је сарадник Мила Ђукановића.

## Биографија
Завршио је Војну академију у Београду и након тога био припадник ЈНА. Почетком 1992. године запослио се у МУП Црне Горе, где је постављен за командира полицијске станице у Центру безбедности Пљевља.
Део Бошњака из околине Пљеваља оптужио је Вељовића да је учествовао у прогону муслиманског становништва из овог краја почетком 1990-их. Сеиф Османагић, буковички муслиман, оптужио је Вељовића да је хтео да му исече уши и да се посебно истицао у малтретирању људи.
Био је командант Специјалне антитерористичке јединице (САЈ) од 1995. до 2005. године. У време политичких тензија између Мила Ђукановића, који је контролисао црногорску полицију, и Момира Булатовића, стао је на страну Мила Ђукановића и 14. јануара 1998. године са својом јединицом није дозволио упад демонстраната у зграду тадашње Владе Црне Горе. Током овог периода, завршио је више међународних стручно-специјалистичких курсева и семинара у Црној Гори и иностранству који анализирају тероризам као глобални изазов и безбедносну претњу.
Именован је за директора Управе Полиције 2007. године и на тој позицији се задржао до 2011. године. Поново је био директор Управе Полиције од 2018. до 2020. године. Након пада Демократске партије социјалиста (ДПС) са власти запослио се у кабинету председника Ђукановића.
Вељовић је током каријере често оптуживан од стране опозиције, дела невладиних организација и медија за нетранспарентност, злоупотребу полиције и моћи и беспоговорну политичку лојалност Милу Ђукановићу, али и за умешаност у бројне случајеве продаје државне имовине.
Ухапшен је 5. септембра 2021. године због напада на полицију током насилних протеста против устоличења митрополита црногорско-приморског Јоаникија. Наредног дана је пуштен да се брани са слободе.
Поново је ухапшен 24. јула 2023. године по налогу Специјалног државног тужилаштва. Терети се за стварање криминалне организације и злоупотребе службеног положаја.

## Одликовања и награде
- Орден заслуге за област одбране и безбедности првог степена[1]
- Плакета Савеза удружења бораца НОР-а и антифашиста Црне Горе[1]